# Рогош, Андрей
Андрей Рогош (22 сентября 1909, Берлин — 17 октября 1969, Нью-Йорк, США) — протопресвитер католической церкви византийского обряда, основатель и настоятель русской общины Св. Михаила Архангела в Нью-Йорке, сотрудник Ассоциации Католической помощи Ближнему Востоку (Catholic Near East Welfare Association), выпускник Руссикума, участник Русского апостолата, деятель Русского Зарубежья.

## Биография
Родился от отца — русского старообрядца и матери — немки. В 1930—1936 учился в Папском Григорианском университете и Руссикуме, в 1934 в храме Святого Антония Великого епископом УГКЦ Николаем Чарнецким рукоположен в сан священника византийского обряда, в 1935 направлен на миссию в Нью-Йорк, где основал русскую католическую общину византийского обряда Св. Михаила Архангела на Манхеттене. После окончания Второй мировой войны с появлением русских эмигрантов второй волны активно помогал соотечественникам в США и Европе, посещал лагеря; в совершенстве владея русским, немецким и английским языками, в день обрабатывал до 500 запросов и личных дел, помогал как юридический консультант.
Рогош работал помощником генерального секретаря «The Catholic Near East Welfare Association», а также служил в русинском обряде в храме юрисдикции католической карпато-русинской церкви и в приходе итало-албанцев во имя иконы Божией Матери «Благодатное Небо» в Нью-Йорке.
В 1950 благодаря его финансовой помощи состоялась поездка православного священника Николая Предоевича в одну из русских общин в штат Гояс (Бразилия) с целью организации там прихода в юрисдикции Южно-Американской епархии РПЦЗ.
В 1951 папой Пием XII возведен в сан протоиерея. По указу папы Павла VI получил сан протопресвитера.
Сотрудничал с Русским центр Фордемского университета. После смерти Рогоша русская католическая община в Нью-Йорке стала обслуживаться иезуитами византийского обряда из центра папы Иоанна XXIII при университете.

## Публикации
- Рогош А. Рим и Восточные Церкви. Нью-Йорк, 1948.